# 加利西亚争取社会主义运动
加利西亚争取社会主义运动（加利西亚语：Movemento Galego ao Socialismo）是西班牙加利西亚自治区的一个已不存在的共产主义政党。该党成立于2009年。该党主张加利西亚独立。该党的领袖是拉法·维亚尔。该党的青年翼是伊斯卡！。该党的学生翼是觉醒—加利西亚学生。2021年，该党改组为“阿雷德主义运动”。